# Gabryelin
Gabryelin is een plaats in het Poolse district  Piaseczyński, woiwodschap Mazovië. De plaats maakt deel uit van de gemeente Prażmów en telt 820 inwoners.